# Mai Aizawa
Mai Aizawa (相沢 舞 Aizawa Mai?,  Tokio, Japón, 21 de agosto de 1980) es una seiyū y cantante japonesa, afiliada a Aoni Production. Algunos de sus papeles más destacados incluyen el de Ayano Minegishi en Lucky ☆ Star, Natsumi Murakami en Negima! y Mio Naganohara en Nichijou. En 2013, Aizawa lanzó su primer álbum titulado Moi, cuya portada fue ilustrada por el creador de Negima, Ken Akamatsu.

## Filmografía
Lista de roles interpretados durante su carrera.
Los papeles principales están en negrita.

### Anime
2005
- Negima! como Natsumi Murakami.

2006
- Negima!? como Natsumi Murakami.
- Ring ni Kakero 1 Nichi-bei Kessen Hen como Kathryn.
- Yume Tsukai como Mayumi Kisaragi (ep. 5)

2007
- CLANNAD como Rie Nishina.
- Dennō Coil como Kanna.
- Lucky ☆ Star como Ayano Minegishi.

2008
- CLANNAD After Story como Rie Nishina (eps. 13, 14)
- Ga-Rei-Zero- como Ayame Jinguuji.

2009
- Sora o Miageru Shōjo no Hitomi ni Utsuru Sekai como Yumemi Hidaka.

2011
- Nichijou como Naganohara Mio.
- Mirai Nikki como Uryuu Minene.

2012
- Shining Hearts: Shiawase no Pan como Neris.[4]

2016
- Ange Vierge como Dr. Mihail
- Shin Chan como Kandadori Shinobu

### OVA
- Lucky ☆ Star (OVA) como Ayano Minegishi.
- Mahou Sensei Negima como Natsumi Murakami.
- Mirai Nikki Redial como Uryuu Minene.

### Videojuegos
- CLANNAD (VG) como Rie Nishina.
- Lucky ☆ Star: Ryōō Gakuen Ōtōsai como Ayano Minegishi.
- Rune factory frontier como Lapis.
- Super Robot Wars Z como Mell Beater.
- Bravely Default - como Edea

### CD Drama
- Bokusatsu Tenshi Dokuro-chan como Shizuki Minagami.
- Shuuen Re:Act como D-ne.